# 민태윤
민태윤(閔泰崙, 1924년 ~ 몰년 미상)은 일제강점기의 조선귀족이자 대한민국의 공무원이다. 본관은 여흥이다.

## 생애
1924년에 일제강점기에 남작 작위를 받은 조선귀족인 민규현의 둘째 아들로 태어났으며 민태곤의 동생이기도 하다. 1944년 3월에 휘문고등보통학교(현재의 휘문고등학교)를 졸업했고 1944년 11월 22일에 자신의 형인 민태곤이 사망하면서 남작 작위를 승계받았다.
중일 전쟁과 태평양 전쟁 말기이던 1944년 12월에 일본 제국 당국으로부터 징집 영장을 받았다. 그는 자신의 증조부인 민철훈이 미곡상을 하다가 파산했던 이력 때문에 잠깐 동안 충청남도 연기군(현재의 세종특별자치시) 소정면 소정리로 피신했다고 증언했다. 그러나 1945년 1월 16일에 강제 징집되었고 허난성 신샹시에 주둔하고 있던 일본 제국 육군 북지나 방면군 시미즈 부대에서 복무했다. 1945년 7월경에는 경성부 용산으로 탈출했으나 1945년 8월 초반에 함경남도 흥남비료공장 인근에 끌려가서 참호를 파면서 생활했다. 그는 일본 제국이 제2차 세계 대전에서 연합국에 항복을 선언한 직후인 1945년 8월 19일에 화물열차를 타고 경성부로 돌아오게 된다.
그는 광복과 함께 경성고등상업학교(경성경제전문학교)에 입학했으나 자신이 다니던 학교가 서울대학교 상과대학교로 통합된 국대안 파동으로 인하여 졸업하지 못했다. 아내와 결혼한 이후에는 한동안 서울에 위치한 국립중앙도서관에서 근무했다. 그는 나중에 자신의 친척이 실장으로 근무하고 있던 조선신탁은행(나중에 한일은행으로 이름을 바꿈) 조사실에서 근무했다.
그는 6·25 전쟁 시기에 조선인민군이 점령하고 있던 서울에서 피난을 가지 못한 상태에 있었는데 인민의용군에 여러 차례 징집되었다가 극적으로 탈출했다. 대한민국 국군과 유엔사령부가 서울을 수복한 이후에는 국민방위군 징집을 피하기 위해 교통부에서 철도국 직원으로 근무했다. 또한 서울과 한강을 자유롭게 오가는 특권을 누리면서 청량리역 관사에서 생활했다. 그는 나중에 교통부 본부에서 항공과로 자리를 옮겨서 근무했다. 그러다가 1969년에 조중훈이 인수하면서 민영화된 대한항공에서 기획팀 인사로 근무했고 1979년에 퇴직했다.
그는 여러 차례에 걸쳐 자신의 형인 민태곤의 독립 운동에 관한 증언을 했다. 그러던 중에 일본 교토 대학의 미즈노 나오키 교수가 민태곤의 독립 운동 참여를 입증할 자료를 제공했다. 이에 따라 민태곤은 2009년에 대한민국 정부로부터 애족장을 추서받았다.